# Funivia di Llandudno
La funivia di Llandudno è un'attrazione nella località balneare di Llandudno nel distretto di contea di Conwy, in Galles. La funivia corre lungo il Great Orme coprendo una distanza di un miglio e quaranta piedi (1,622 km) esattamente. La funivia è stata aperta nell'estate del 1969 e da allora è operativa. Le cabine offrono viste sul Mare d'Irlanda che si affacciano su Rhyl e sull'Isola di Man, nonché sul Parco nazionale di Snowdonia. Attualmente sono in servizio 20 cabine, che partono da ogni stazione ad intervalli di circa un minuto. Le cabine sono dipinte in rosso, giallo, arancione, azzurro e viola. La funivia è ora di proprietà di Kinetics Industrial Ltd. Il punto più alto da terra è di circa 80 piedi (24,38 m). Nove piloni sostengono il cavo.

## Posizione
La stazione a valle si trova su Aberdeen Hill negli Happy Valley Gardens. La stazione è visibile dal lungomare e dal molo di Llandudno. L'accesso, tramite alcuni gradini, non è adatto a persone su sedia a rotelle. La stazione superiore si trova accanto alla vetta attuale del Great Orme. La funivia è visibile da molte località nei dintorni di Llandudno.

## Restrizioni meteorologiche
La funivia non può funzionare con velocità del vento superiori a 22 mph (35 km/h) a causa di restrizioni di sicurezza. Spesso è molto più calmo a Happy Valley ma il vento è imprevedibile in vetta, con conseguenti chiusure che possono durare pochi minuti o un'intera giornata. Anche le funivie non possono funzionare durante i temporali e potrebbero chiudere se la pioggia è troppo forte.
Le funivie funzionano normalmente dall'inizio delle vacanze di Pasqua alla fine delle vacanze scolastiche di metà semestre di ottobre.

## Incidenti
Il 6 aprile 2007, una donna polacca di 33 anni è morta cadendo dal punto più alto del percorso. Una successiva inchiesta ha registrato un verdetto di suicidio.